# Petr Motýl
Petr Motýl (* 26. srpna 1964 v Klatovech) je český básník, prozaik, autor divadelních her, umělecký kritik, vydavatel časopisů a internetových periodik.

## Život
Vystudoval Pedagogickou fakultu v Ostravě, obor český jazyk – dějepis. Po absolutoriu se v roce 1989 přestěhoval do Prahy, na ubytovnu podniku Stavby silnic a železnic, kde pracoval jako vrátný. Poté bydlel do roku 2004 ve Zbuzanech u Prahy. Prošel řadou zaměstnání, byl topič, vrátný, prodavač v knihkupectví, poštovní doručovatel, nakonec zakotvil na osm let u geologických firem jako čerpač-hlídač vrtů, z čehož šest let strávil na pracovišti v Kostelci u Heřmanova Městce. Od roku 2004 bydlel v Praze na Smíchově. V roce 2006 byl zaměstnaný na hřbitově v Praze Břevnově. Poté pracoval například jako kustod v Národní galerii nebo jako noční hlídač na nejmenovaném ministerstvu. V současné době žije v Praze Radlicích.

## Poezie
V poezii začal wernischovsky laděnou sbírkou Ten veliký kamenný dům tam daleko, daleko v horách. Od její lyričnosti se poté odklonil a v polovině devadesátých let byla jeho poetika spjata s drsným prostředím průmyslového Ostravska, nejvýrazněji toto jeho tvůrčí období představuje sbírka Šílený Fridrich, v níž autor pracuje nejen s civilními, ale i s mytickými motivy.
Prožitou galerii obyvatel jedné dělnické ubytovny vytvořil ve sbírce Lahve z ubytovny. Místopisem obyvatel jednoho městečka, ovšem s obecným přesahem, je sbírka Městečko pod lesy.
Konkrétnost a lyrismus se jako dva základní póly autorovy poezie prolínají ve sbírkách jako Maják na konci světa nebo Dva ořechy/10 000 piv.
Kontinuální součástí Motýlova díla je svět hospod, na toto téma se soustředil ve sbírce 2 000 000 piv.
V poezii Petra Motýla se snoubí tradice Skupiny 42 i s jejím přihlášením se k básníkům jako Carl Sandburg nebo Edgar Lee Masters s českou lyričností v tradici Jaroslava Seiferta, Melancholických procházek Ivana Blatného či Zimohrádku Ivana Wernische.

## Próza
V prozaických textech Spratek a krásná Danuše a Doktor Pilka si kope hrob, které byly napsány v devadesátých letech dvacátého století, je autor hravý a rozvíjí svůj svébytný humor. Poetičtější jsou kratší prózy zařazené do knížky Petrolej na odvrácené straně Měsíce.
Vzpomínky na dětství, které autor pojal jako oázu bezpečí a harmonie, jsou tématem prózy Každý svojí rybičkou.
Drsným příběhem feťáka je titul Perníková chaloupka, jako jejíž spoluautor je uveden Roman Pecha, v mládí vařič pervitinu, jehož životní příběh knížka popisuje.
Tématem prózy Kosí srdce je magická Praha. Vzpomínky na zaměstnání hrobníka a zahradníka na břevnovském hřbitově zpracoval v rozsáhlém románu Šatna a klášter vydaném v roce 2021.

## Divadelní hry
Divadelní hra Poklad na blatech, jediná doposud vydaná, na půdorysu detektivního příběhu vyvolává atmosféru lidmi téměř opuštěného místa v Sudetech.

## Vydávané časopisy
- Modrý květ (1994–1995)
- Sojky v hlavě (1996–1997)
- Čmelák a svět – od roku 2001 do roku 2005 tištěná podoba, od roku 2005 pouze na internetu, činnost ukončena 2009

### Poezie
- Ten veliký veliký kamenný dům nebo hrad tam daleko, daleko v horách ( MUKL, Havířov 1990)
- Řemeslníci a máničky aneb hospoda černě vypráví (vlastním nákladem, Ostrava 1990)
- Šílený Fridrich (Mladá fronta, Praha 1992)
- Jazykem haldy (ECO Press, Frýdek-Místek 1993)
- Černá pěna Ostravice (ECO Press , Frýdek-Místek 1995)
- Perleťový dům (Větrné mlýny, Brno 1998)
- Hálec (Vetus Via, Brno 1999)
- Lahve z ubytovny (Host, Brno 2000)
- Vymrští se hned a začne tancovat (MaPa, Brno 2002)
- Maják na konci světa (Klokočí a Knihovna Jana Drdy, Praha a Příbram 2003)
- Potměchuť (vlastním nákladem, Praha 2003)
- Dva ořechy / 10 000 piv (Host, Brno, 2007)
- Kam chodí uhlí spát (Protimluv, Ostrava 2008)
- Zlatý potok (Protimluv, Ostrava 2014)
- Plyn (motýlsobě, Praha 2014)
- Městečko pod lesy (motýlsobě, Praha 2015)
- K narozeninám (motýlsobě, Praha 2016)
- Některé příběhy (Protimluv, Ostrava 2016)
- 2 000 000 piv (motýlsobě, Praha 2017)
- Jako černá perla v uhlí – výbor Petra Krále (Protimluv, Ostrava 2018)
- To by se mi líbilo (Malvern, Praha 2019)
- S brašnou pro pastýře (Malvern, Praha 2020)
- U řeky (Malvern, Praha 2021)
- Mikádo (Malvern, Praha 2022)
- V sítu (motýlsobě, Praha 2022)
- Sobě sám (motýlsobě, Praha 2024, výbor z básní)
- Třpyt (motýlsobě, Praha 2024)
- Na třešňovém dřevě (motýlsobě, Praha 2025)

### Próza
- Spratek a krásná Danuše (Český spisovatel, Praha 1996)

- Petrolej na odvrácené straně Měsíce (Votobia, Olomouc 2001)

- Každý svojí rybičkou (Host, Brno 2008)
- Perníková chaloupka (Protimluv, Ostrava 2013, spoluautor Roman Pecha)

- Doktor Pilka si kope hrob (Volvox Globator, Praha 2017)
- Kosí srdce (Malvern, Praha 2017)
- Bohemiana (Malvern, Praha 2019)
- Příběh pana rytíře Vítka a jeho dcery Anežky (Volvox Globator, Praha 2020)
- Šatna a klášter (Malvern, Praha 2021)
- A smrtí voněl borový háj (Volvox Globator, Praha 2021)
- Tenkrát U Terflerů (Volvox Globator, Praha 2022)
- Ahoj, Marku, to jsou ledy v pohybu (Volvox Globator, Praha 2024)
- Život a dílo básníka Ivana Wernische (Malvern, Praha 2024)

### Divadelní hry
- Poklad na blatech (Větrné mlýny, Brno 2002)

### Překlady z polštiny
- Prokletí na básníky – Polští prokletí básníci druhé poloviny 20. století (Barrister & Principal, Brno 2011)
- Robert Rybicki: Dar lůzrů (sbírka básní, Protimluv, Ostrava 2014)[7]
- Robert Rybicki: Gram mozku (sbírka básní, Malvern, Praha 2021)
- Jan Potocki: Dobrodružství Alfonse van Worden (próza, Malvern, Praha 2023)
- Bruno Schulz: Skořicové krámy (próza, Malvern, Praha 2024)

### Účast ve sbornících
- La poésie tchèque en fin de siècle – Poésie en Bohême et Moravie aujourd'hui. (Sources, Namur 1999). Přeložil Petr Král
- Anthologie de la poésie tchèque contemporaine 1945–2000 (Gallimard, Paříž 2002). Přeložil Petr Král
- Из века в век. Výbor z české poezie od šedesátých let dvacátého století po dnešek. (Pranat, Moskva 2005). Přeložil Sergej Mnacakanjan
- Gdyby wiersze miały drzwi - Antologia młodszej poezji czeskiej ostatnich lat (Oficyna Wydawnicza ATUT, Wrocław 2005). Přeložil Jarosław Malicki

### Editor
- Pavel Řezníček: Mé dílo vyšlo u Gallimarda a stálo 69 franků. Výbor z poezie (Malvern, 2022)